# برناردينو دروفيتي
برناردينو دروفيتي  (بالإيطالية: Bernardino Drovetti)‏ 1776-1852 رحالة ودبلوماسي إيطالي ومستكشف وأثري كان يعتبر بشكل ما قنصل نابليون في مصر، وكان له دخل كبير في أحداث سياسية أثرت في تشكيل تاريخ تلك الفترة.كما أن المقتنيات التي نقلها دروفيتي خارج مصر هي التي شكلت مقتينات متحف Museo Egizio في تورينو.

## مواضيع متعلقة
- جوفاني باتيستا بلزوني

## وصلات خارجية
- برناردينو دروفيتي من موقع Travellers in Egypt